# Johann Peter Hebel
Poète et prosateur de langue allemande, Johann Peter Hebel est né à Bâle le 10 mai 1760. Pasteur luthérien, enseignant, directeur du Gymnasium illustre (actuel Lycée Bismarck) de Karlsruhe, il grimpe dans la hiérarchie ecclésiastique, devient prélat (évêque) de l'église luthérienne et membre de la chambre haute du parlement du Grand-Duché de Bade. Il est mort le 22 septembre 1826 à Schwetzingen. Son recueil de poèmes, Alemannische Gedichte, paru en 1803, écrit en dialecte du sud du pays de Bade, d'Alsace et de Suisse a ouvert la voie à un renouveau de la poésie dialectale de cette région. Ses récits d'almanach, parus dans Der Rheinländische Hausfreund de 1803 à 1819 sont considérés par Walter Benjamin comme "l'un des plus purs joyaux de la prose allemande".

## Biographie

### Jeunesse
Johann Jacob Hebel, le père du poète, était un soldat originaire du Palatinat, au service d'un patricien bâlois qui avait bataillé de la Flandre à la Corse le plus souvent dans les armées françaises. Sa mère, Ursula Oertlin, était domestique dans la famille de ce patricien à Bâle. Ils se marient le 30 juillet 1759. En été, le couple travaille à Bâle. En hiver, il retourne à Hausen, le village natal de la mère, où le père travaille comme tisserand. Le 25 juin 1761, ce dernier meurt du typhus à 41 ans. La petite sœur de Hebel, âgée de quelques semaines, meurt en août. Son père lui laisse une espèce de journal de bord de ses campagnes militaires où il avait noté des chansons populaires allemandes, des romances françaises, des extraits d'auteurs français qu'il aimait et des statistiques.
Hebel, orphelin de père, va en été à l'école à Bâle, en hiver, à Hausen. "J'ai passé la moitié de mon enfance tantôt dans un village perdu, tantôt dans une belle demeure d'une ville illustre. J'ai donc très tôt su ce que c'était que d'être riche, ce que c'était que d'être pauvre...", raconte-t-il dans un projet de sermon jamais prononcé.
Le 16 octobre 1773, la mère du jeune Hebel est ramenée de Bâle à Hausen sur un char à bœufs. Elle est gravement malade et meurt à mi-chemin en la présence de son fils qui venait la chercher. Elle avait 46 ans. Sa mère avait souhaité qu'il fasse des études supérieures en théologie. Grâce à un legs de l'employeur bâlois, le jeune Hebel est admis de 1774 à 1778 au Gymnasium illustre de Karlsruhe, y est un élève brillant, y acquiert une solide formation classique (Cicéron, Plutarque, Sénèque, Théocrite, Virgile). Il participe à des concours d'éloquence en latin où apparaissent déjà le thème de l'instabilité de la condition humaine, le goût du déguisement et de la métamorphose et sa façon de contrebalancer des arguments.
De 1778 à 1780, il étudie la théologie à l'université d'Erlangen. Comme tout étudiant à cette époque, il adhère à une nation, celle des Mosellans, et plus particulièrement au sein de celle-ci, à une sorte de société secrète, assez semblable à une loge maçonnique, l'Amicisten-Orden (de). L'objectif de cette association est de concilier le message évangélique chrétien et les leçons du siècle des Lumières.
En 1780, retour à Karlsruhe où il passe l'examen final de théologie qu'il réussit. Il pose sa candidature à un poste de pasteur, n'est pas reçu et devient précepteur dans la maison d'un pasteur à Hertingen. À la suite de la maladie de ce dernier, il est ordonné pasteur et fait des remplacements dans des paroisses alentour. Il a le temps de lire. Ses notes de lecture (Exzerpthefte) témoignent d'intérêts divers : littérature (Jung-Stilling, Klopstock, Edward Young), histoire du luthéranisme, morale protestante du 18e siècle, médecine).
En 1783, il est nommé au Pädagogium de Lörrach, une petite école latiniste préparatoire au Gymnasium illustre de Karlsruhe s'adressant à des jeunes de 10 à 16 ans. Hebel y enseigne la religion, le latin, l'histoire, la géométrie et l'allemand. Il se lie d'amitié avec le directeur, Tobias Günttert (1751-1821) et se liera plus qu'amicalement avec la belle-sœur de ce dernier, Gustave Fecht (1768-1828). Il entretiendra avec elle une longue correspondance jusqu'à sa mort. Hebel restera célibataire toute sa vie et quand on lui demandait pourquoi il ne se mariait pas, il répondait : "Quand je voulais me marier, ça m'a été impossible, et quand ça m'a été possible, je n'ai pas voulu".

### À l'époque de la Révolution française et durègne de Napoléon
Vers 1787, Hebel forme un cercle d'amis avec Tobias Günttert, Wilhelm Hitzig (1767)-1849) et August Welper (1770-1829) sous le patronage de Protée (Proteuserbund), une espèce de contre-monde à une société figée dans ses castes. Dans ses notes de travail, il s'intéresse davantage à l'aspect éthique que dogmatique de la religion. Par ailleurs, il émet des propositions en matière de pédagogie où les capacités et les intérêts des élèves seraient mieux pris en compte, propositions sans aucun retour de la part de sa hiérarchie.
En 1791, il est nommé au Gymnasium illustre de Karlsruhe. Aux plus âgés, il enseigne le latin, le grec et l'hébreu, aux collégiens, l'arithmétique, la comptabilité et la correspondance. Il lui arrive également de prononcer des sermons dans la chapelle du prince régnant. Pendant que la Révolution française suit son cours, que Karlsruhe est l'objet de conflits entre Français et Autrichiens (1796), qu'une paix est signée entre France et Bade, Hebel grimpe dans la hiérarchie, enseigne aussi la botanique et les sciences naturelles. Ses intérêts se portent également vers son dialecte natal, l'alémanique. Son ambition est d'en faire une langue littéraire tout en entrant en résonance par ses images et évocations avec l'imagination de gens simples. En 1803, il publie non sans mal (par souscription) les Alemannische Gedichte, recueil de poèmes en alémanique, qui fait de lui une personne célèbre. C'est également l'année où il commence à fournir des articles pour l'almanach protestant de Bade, le Badischer Landeskalender.
À partir de 1805, il se rend régulièrement à Strasbourg chez le couple Haufe, Gottfried (1768-1840), un de ses anciens élèves et homme d'affaires, et Sophie (1786-1864) dont il connaissait la famille. C'est un lieu de rencontres aussi bien pour des personnalités locales (Ehrenfried Stöber, Benjamin Zix, le pasteur Oberlin) qu'allemandes (Clemens Brentano, Joseph Görres, Jacob Grimm). Hebel aimait déambuler dans la ville qui lui rappelait Bâle et qui le délassait de la trop corsetée Karlsruhe avec ses fonctionnaires et ses militaires. Cette même année, il fait un voyage en Suisse en tant que mentor de deux fils de bonne famille. Ce pays qu'il découvre représente pour un homme des Lumières tel que Hebel un modèle de république et de liberté.
C'est en 1807 qu'il est chargé de la rédaction du Rheinländischer Hausfreund. Les articles et récits qu'il y écrit suscitent une envolée des tirages de l'almanach (50 000 en 1811). Au casino de Baden-Baden, Hebel croise l'éditeur Johann Friedrich Cotta (1764-1823) qui lui propose de faire une anthologie des meilleurs récits de l'almanach. Le Schatzkästlein des rheinischen Hausfreundes, un florilège de 128 articles, est publié en 1811.

### Dernières années (Restauration)
En 1813, a lieu la bataille de Leipzig (die Völkerschlacht) où les alliés russes, prussiens, autrichiens défont les armées de Napoléon. Elle signifie la fin d'une époque en Allemagne et comme une restauration d'avant la Révolution française tout en étant le germe de la nation allemande. Le Rheinländicher Hausfreund est un almanach officiel au sens où les autorités aussi bien ecclésiastiques que politiques avaient droit de regard et Hebel a été confronté par le passé à la censure. En prévision de l'almanach de 1815, il avait prépublié un bref récit "Der fromme Rat (La demande de conseil)" dans lequel sa hiérarchie ne voyait rien à redire. Le ton désinvolte de l'article déplaît pourtant aux autorités catholiques qui protestent par la voie du nonce du pape à Lucerne. Pour ne mécontenter personne, Hebel se voit obligé de réimprimer l'almanach sans ce récit. Il démissionne de la rédaction et n'apportera son aide que pour l'almanach de 1819.
En octobre 1815, Goethe est de passage à Karlsruhe. Il rencontre Hebel, "un très grand monsieur (ein ganz trefflicher Mann)", note-t-il par la suite. Entre-temps, Hebel a quitté la direction du Gymnasium illustre, devenu Lycée, mais y enseignera jusqu'en 1824. Il s'attache à rédiger des histoires bibliques, un manuel d'instruction religieuse pour adolescents. L'ouvrage est publié en 1824.
En 1819, il est nommé prélat de l'église luthérienne du pays de Bade. En 1820, lors de la création du parlement de Bade, il est membre de la chambre haute. Par ses efforts en faveur de la réunion des cultes luthérien et réformé, la faculté de théologie protestante de l'université de Heidelberg lui décerne le titre de docteur honoris causa. Lors d'un voyage d'inspection entre Mannheim et Heidelberg, il meurt subitement en 1826 à Schwetzingen où l'on trouve encore aujourd'hui une stèle funéraire en son honneur.

## Poèmes et proses de Hebel
Hebel est un ecclésiastique du 18e siècle rationaliste finissant. Il ne relève ni du Sturm und Drang, ni du romantisme allemand, ni du classicisme de Weimar. Walter Benjamin le rapproche de Laurence Sterne, autre auteur inclassable, pour sa manière désinvolte de raconter, ou encore de Nikolaï Leskov pour la sympathie qu'ils portent, l'un et l'autre, aux mauvais sujets. Brecht, Kafka, Canetti, Bloch ou Heidegger ont lu et relu, chacun à leur manière, les récits de Hebel, sous le charme de sa prose "éthérée et volatile". Chez l'homme des Lumières, le primat de la raison est contrebalancé par le caractère fugitif de l'existence humaine, thème baroque par excellence. À quoi fait écho, chez les modernes, la pensée de la finitude humaine.

### Poèmes en dialectealémanique
Hebel a la quarantaine lorsque paraît la 1re édition des Alemannische Gedichte, tirée à 1200 exemplaires, en 1803. Plusieurs rééditions s'ensuivent jusqu'à la 5e édition en 1820 à Aarau en Suisse.
Le recueil contient à l'origine 32 poèmes évoquant dans un dialecte rugueux, frais, joyeux, croustillant, la nature et les gens du Markgräflerland, le pays natal de Hebel. L'un de ces poèmes Die Vergänglichkeit (Fugacité) raconte le dialogue entre un père et son jeune fils sur un char à bœuf, la nuit tombée, avec, au loin, la silhouette d'une ruine de château moyenâgeux. Leur conversation, dit W.G. Sebald dans son hommage à Hebel, tourne autour de la brièveté de la vie, du caractère éphémère de toute œuvre humaine, des maisons et des villages dans lesquels les hommes habitent, des grandes villes, de la verte nature et du monde entier".

#### Accueil de l'œuvre
Les Alemannische Gedichte sont un immense succès, accueillis par d'excellentes critiques telles que celle de Jean Paul (dans la traduction de Max Buchon) : « Je viens de relire pour la cinquième ou sixième fois ce recueil de chants populaires, si naïfs et si variés. Hébel ne danse jamais sur la phrase. Il faut le relire non pas une fois, mais dix fois comme tout ce qui est simple. » ou de Goethe : « Tandis que les anciens divinisent la nature en substituant les nymphes aux rochers, aux arbres et aux fontaines, Hébel change les différents objets de la nature en gens de la campagne et paysannise (verbauert) tout dans l'univers, de la façon la plus naïve et la plus gracieuse... »
- En Russie, rapporte Léon Tolstoï, les enfants apprennent certains de ces poèmes traduits à l'école[29].
- En France, Max Buchon fait connaître Hebel vers 1850. George Sand, Victor Hugo et même Baudelaire l'apprécient[30]. Dans sa préface à sa traduction, Poésies alémaniques (1864), il raconte comment il a découvert les poésies de Hebel :

« Encore au début le plus élémentaire de la grammaire allemande, il m'était bien impossible mordre à un texte patois. Un ouvrier ébéniste, nommé Scheibel,qui se trouvait à Salins, devint mon initiateur. Le voyant rire de si bon cœur à la lecture de ses poésies, nouvelles pour lui aussi bien que pour moi, je le priai de m'en donner la traduction mot à mot... »
- Nathan Katz, un poète de la rive gauche du Rhin, a écrit, dans le même dialecte que celui de Hebel, un poème intitulé L'âme de Hebel : « ... On dirait l'âme de Hebel toujours vivante et présente Cette grande âme pure, débordant d'amour Pour toutes créatures, Vivante et présente, Sentinelle secrète dans la paix de la nuit Dans le vaste pays de l'été[32]. »

### Récits d'almanach
L'almanach protestant du pays de Bade, tout comme Der Rheinländische Hausfreund (L'Ami de la famille du pays rhénan) à partir de 1808, a pour tâche d'élever moralement ses auditeurs ou lecteurs et d'instruire en divertissant. Ce sont des provinciaux, des habitants de bourgs, des artisans, de simples soldats, des paysans et autre menu peuple.
La contribution de Hebel s'élève à quelque 300 articles. Les thèmes et genres littéraires qu'il aborde sont variés : considérations cosmologiques (la terre, la lune, les étoiles, les comètes, etc.), commentaires de proverbes et dictons, conseils pratiques, exercices d'arithmétique, anecdotes drôles, histoires de Turquie, de Juifs, de soldats, de fantômes, tribulations de petits ou de grands personnages à travers le monde, descriptions de phénomènes naturels, traits d'esprit de serviteurs face à leurs maîtres, relation des actualités de la grande histoire (la Révolution, les guerres, les catastrophes, Napoléon, etc.) sans oublier les histoires de vauriens. Les décors sont très souvent les auberges ou les places du marché où se rencontrent les différentes classes sociales.
Dans ses articles, Hebel adopte un ton amical. Il ne donne pas de leçon, il suscite la réflexion de celui ou celle qui l'écoute ou le lit. Et s'il y a une morale à tirer, ce n'est pas toujours celle que l'on attendrait.
Deux de ses textes se retrouvent dans toutes les anthologies existantes : Unverhofftes Wiedersehen (Retrouvailles inespérées) de 1811 et Kannitverstan de 1809. Retrouvailles inespérées raconte l'histoire de ce jeune mineur de Falun mort dans un accident sous terre. Il reparaît 50 ans plus tard dans toute sa jeunesse et sa fiancée vieillie de le reconnaître et de se marier avec lui pendant qu'on l'emmène au cimetière. Kannitverstan, d'après une anecdote du comte de Custine, raconte comment un jeune compagnon tout frais sorti de son village découvre la florissante Amsterdam en même temps que l'instabilité de toutes choses ici-bas.
Le Schatzkästlein des rheinischen Hausfreundes (Florilège de l'Ami de la famille rhénan) recueille des textes parus dans l'almanach de 1803 à 1811. Cette anthologie s'adressant à un public plus choisi, Hebel a remanié certains textes, y a ajouté une préface et un texte liminaire.

#### Accueil de l'œuvre
Après la mort de Hebel, le Schätzkästlein... est devenu un réservoir d'histoires pour livres de jeunesse avec illustrations. Nombre d'écrivains ont eu leur premier contact avec Hebel sur les bancs de l'école.
Kafka aurait dit, selon ce que rapporte Elias Canetti :  "Retrouvailles inespérées est le plus beau récit qu'on puisse trouver!". Le fascinait la simplicité de son style et de son vocabulaire. Kurt Tucholsky prescrivait la lecture de Hebel comme cure pour se purifier l'âme. D'après Hermann Hesse, parlant des récits de Hebel, "il n'y a probablement pas de conteur allemand qui ait jamais fait mieux".
Walter Benjamin admire l'écriture dépouillée et sans pathos de Hebel, sa capacité à élaborer un nouveau style de littérature populaire, sa façon raffinée de jouer de déguisements avec le lecteur et la morale officielle, et surtout sa complicité avec l'univers juif. Pour Ernst Bloch, faisant allusion aux récits d'almanach de Hebel, "rares sont les livres près desquels le lecteur, arrivé au bout de la page, éteigne la lumière et s'endorme avec autant de joie et de paix dans l'âme et en ayant le sentiment que tout est arrangé, que tout finit par s'arranger". Bertolt Brecht a écrit des Histoires d'almanach plus proches par l'esprit de Grimmelshausen que de Hebel.
Dans son essai Hebel, L'ami de la maison, Martin Heidegger ancre le prosateur Hebel dans sa terre natale et attribue ses qualités littéraires au dialecte alémanique, LA langue. Ce qui fait bondir Robert Minder : loin d'être un écrivain limité à son terroir, Hebel est un homme des Lumières cosmopolite et tolérant.
Chez Alexander Kluge, la Chronique des sentiments relate des évènements (samedi le 8 avril 1945 à Halberstadt, au Cinéma Capitol, séance du matin, par exemple). Chez Hebel, on trouve des précisions de ce type dans ses récits (12 janvier 1807 à Leiden dans le royaume de Hollande, quatre heures et demie de l'après-midi, par exemple). Chez les deux auteurs, il y a mise en scène avec protagonistes, figurants et décors. Mais chez Kluge, il n'y a plus l'arrière-plan métaphysique qui pourrait donner sens à l'événement qu'il met en scène.
- En France, les récits d'almanach de Hebel n'ont guère trouvé d'écho si ce n'est en tant que lecture scolaire dans l'enseignement secondaire. Un recueil de Contes allemands de Hebel et de Karl Simrock (de)[51] est publié en 1867. En 1892, des Contes choisis de Hebel en allemand avec une introduction et des notes en français[52] semble s'adresser à des élèves de lycée en vue d'exercices de version allemand-français. Rudolf Zellweger, un germaniste suisse, publie, en 1944 chez l'éditeur Payot, un ensemble de récits d'almanach avec traduction française en regard[53]. Le livre est "destiné aux personnes désirant rafraîchir ou perfectionner leurs notions d'allemand par la pratique", lit-on dans l'avant propos.

### Histoires de la Bible
Les Biblische Geschichten (Histoires de la Bible) relatent 59 épisodes de l'Ancien Testament et 64 du Nouveau Testament. Il s'adresse à de jeunes écoliers de 10 à 14 ans, aussi bien luthériens que réformés.
Hebel y reprend le principe des récits d'almanach: raconter court, concis pour que les enfants ne s'ennuient pas, en se mettant à leur niveau pour se faire comprendre. Pour Hebel, il n'y a pas conflit entre raison et foi, entre la science de la nature et une pieuse croyance en la création divine. Dans les manifestations de la nature et dans les accidents de l'histoire figure la "main invisible" de Dieu. Hebel prône une confiance en la vie et en l'action divine.
De ce fait, Hebel privilégie dans son livre les épisodes à potentiel narratif (Abraham, Isaac, Ésaü, Jacob, l'exode hors d'Égypte, David, Salomon, l'exil de Babylone, les paraboles de Jésus) plutôt que le Livre de Job, les admonestations des Prophètes ou les miracles. La résurrection du Christ est traitée par analogie avec le grain qui lève au printemps, comme l'image d'une résurrection. Dans la parabole du Bon Samaritain, la leçon que tire Hebel est: quels que soient l'origine, le pays, la religion de ton prochain, s'il a besoin d'aide ou de conseil, tu ne peux les lui refuser. "C'est ainsi que tu vivras!".

#### Accueil de l'œuvre
Le livre sert de manuel pour l'instruction religieuse dans les écoles protestantes du pays de Bade. Les catholiques l'utilisent également dans la région de Fribourg-en-Brisgau. L'accueil n'a pas toujours été favorable. Des milieux piétistes exigent le retrait du livre sous le motif que les Histoires... de Hebel ne sont pas fidèles à la lettre de la Bible, que ses récits sont trop infusés de rationalisme, de philosophie des Lumières. L'utilisation du livre de Hebel en cours de religion n'est plus permise en 1855.
Une traduction en italien, Storie Bibliche, est parue en 1828 à Coire pour les réformés du canton des Grisons. C'est aux bons soins de Carlo Ossola qu'elle a été republiée en 2020.

### Correspondance et autres écrits
Des lettres de Hebel à divers destinataires sont publiées tout au long du 19e et 20e siècle jusqu'à une édition relativement complète par Wilhelm Zentner (de) en 1939 (2e édition en 1957). Cette dernière édition comporte un peu moins de 600 lettres couvrant la période de 1784 à 1826. Dès sa mort, les lettres des interlocuteurs et interlocutrices de Hebel ont été écartées de la succession et sont définitivement perdues.
Hebel est un épistolier sachant s'adapter à son destinataire, jouant de registres de langue allant du plus formel, archaïque même, au plus familier. On y trouve de tout: des lettres d'amour, sur l'amour, sur des voyages, des guerres, d'exhortations, administratives, d'affaires, humoristiques jusqu'à l'absurde, des épîtres en vers ou en prose, en dialecte, avec des charades ou des devinettes, etc. Il s'avère brillant causeur tout en faisant place à ses interlocuteurs à distance, dans la tradition du salon de conversation du 18e siècle.
Hebel a également laissé d'autres écrits, publiés ou non, d'une grande variété : récits, expertises, rapports à sa hiérarchie, notes de préparation de cours, exégèses bibliques, prières, sermons, pensées, poésies, descriptions de rêves, etc. On y suit le cheminement professionnel, littéraire, spirituel de l'auteur. Dans un de ses rêves consigné fin 1806, il note : « Je faisais l'espion à Paris, on me prend sur le fait, on veut savoir d'où je viens et je ne dis rien. On demande à tous les États allemands de dénombrer leurs sujets pour voir s'il n'en manquerait pas un. Il en manquait un dans le pays de Bade. Dans ma poche, on trouve un peu de mousse. On fait appel à un botaniste qui estime que cette mousse venait d'une prairie aux abords de Karlsruhe dénommée la noue de Dieu. On fait venir un tailleur qui avait tenu boutique à Kalrsruhe. Il garantit que ma veste, une veste faite sur mesure, ne pouvait provenir que de chez Crecelius. On allait la lui envoyer pour confirmation. C'est alors que j'avoue. »

## Postérité
- Le prix littéraire Johann-Peter-Hebel (Johann-Peter-Hebel-Preis) est décerné par le Land de Bade-Wurtemberg depuis 1936 le 10 mai à Hausen dans la vallée de la Wiese, lors de l'anniversaire de la naissance de Hebel (Hebelfest[61]), d'abord annuellement, et depuis 1974, toutes les deux années paires[62]. Le reçoivent écrivains ou écrivaines qui s'inspirent d'une manière ou d'une autre de l'aire alémanique (Allemagne, Suisse, Alsace, Vorarlberg) ainsi que des personnes ayant fourni des travaux remarqués sur l'œuvre de Johann Peter Hebel ou sur la littérature alémanique.
- Dans son anthologie des œuvres littéraires de langue allemandes méritant d'être lues (Kanon lesenswerter deutschsprachiger Werke), Marcel Reich-Ranicki intègre 9 récits du Rheinländicher Hausfreund dans sa liste.
- La société hébélienne de Lörrach (Hebelbund[63]), fondée en 1947, a pour but de célébrer la vie et l'œuvre de Hebel. Elle organise chaque année, vers le 10 mai, le "dimanche de Hebel" avec office à l'église, musique, conférences sur l'œuvre de Hebel ainsi que le Hebeldank[64], un prix (un exemple bibliophile du Schatzkästlein) remis à des personnalités œuvrant dans l'esprit de Hebel. Elle publie également une revue annuelle.
- La commune de Hausen décerne chaque année, le samedi avant le 10 mai, une médaille en mémoire de Hebel (Johann-Peter-Hebel-Gedenkplakette[65]) à des personnes engagées dans la mise en valeur du patrimoine régional (artistes, hommes et femmes de lettres, directeurs de musées, chercheurs).
- La fondation Hebel de Bâle (Hebelstiftung[66]) se consacre au maintien de la mémoire de Hebel dans les rues et places de la ville de Bâle, organise des conférences avec des auteurs lors d'un apéritif (Hebelschoppen) et tous les 10 mai offre un repas (Hebelmähli) à des personnes âgées de la commune de Hausen, selon le vœu qu'avait émis Hebel.
- Les œuvres complètes de Hebel sont mises en ligne sur le site de la commune de Hausen à partir d'un projet de classe débuté en 2004. Le site offre également une documentation iconographique autour de Hebel et de son temps. Par ailleurs, on y trouvera certains poèmes de Hebel traduits en français.

## Œuvres de Hebel
- Alemannische Gedichte. Für Freunde ländlicher Natur und Sitten, Sylvester tenue musam meditabor avena, Carlsruhe, In Macklots Hofbuchhandlung, 1803
- Contributions au Badischer Landeskalender (1803-1807) et au Rheinländischer Hausfreund oder Neuer Kalender mit lehrreichen Nachrichten und lustige Erzählungen, Verlag des Großherzoglich. Lyzeums zu Karlsruhe (de) (1808-1815, 1816, 1819)
- Schatzkästlein des rheinischen Hausfreundes, Tübingen, Cotta, 1811
- Biblische Geschichten, Tübingen-Pforzheim, Cotta, 1824

### Traductions en français
- L'Ami des bords du Rhin - Florilège (trad. Bernard Gillmann), Belval, les éditions Circé, 2022
- Huit historiettes de Hebel traduites par Frédéric Metz (dont « Le Trompe-l'oeil » et « Les trois voleurs ») ont paru dans : « De la science naturelle, de la raison et des ruses. [Un peu de Hebel pour l'été 2021] », Pontcerq, 2021 (livret gratuit)
- Trois historiettes traduites par Frédéric Metz (dont « La Taupe ») ont paru dans la revue 591, en septembre 2020
- Dix historiettes de Hebel traduites et annotées par Frédéric Metz et R. Fr. Schulz (dont « Grand incendie », « Le gibet de Thalhausen » et « Confection rapide ») ont paru dans « Pour un certain Noël, Hebel. Hebel-Kolportage (suite : [36],..., [45]) », in lundimatin (no 222), 23 décembre 2019.
- lundimatin a publié cinq historiettes de Hebel traduites par Frédéric Metz dans le cadre du Hebel Kolportage (dont « Ce qui est englouti dans Vienne ») : no 180, 26 février 2019.
- Quatre historiettes traduites par Frédéric Metz (dont « Comment faire de l'encre bleue ») ont été publiées sous forme de tract par Pontcerq (Pontcerq-flugblatt #6) en décembre 2018.
- Onze historiettes (trad. Frédéric Metz) ont paru dans Revue Incise, no 4, septembre 2017
- Une traduction de Frédéric Metz de « Les deux postillons » a paru dans lundimatin (no 105, 23 mai 2017).
- Alemannische Gedichte. Für Freunde ländlicher Natur und Sitten. Poésies Alémaniques. Pour les amis de la nature et des mœurs rurales (trad. Raymond Matzen). Édition bilingue alemannisch/français Kehl am Rhein, Morstadt Verlag (de) 2010,  (ISBN 978-3-88571-362-3)
- Histoires d'almanach (trad. René Radrizzani), Collection Romantiques no 31, Paris, Editions Corti, 1991

### en français
- Walter Benjamin, Johann Peter Hebel (trad. Rainer Rochlitz), dans Œuvres II, Paris, Gallimard, "Folio Essais", 2000, p. 161-169.
- Walter Benjamin, À l'occasion du 100e anniversaire de sa mort (1926) (trad. Bernard Gillmann),en annexe de L'Ami des bords du Rhin - Florilège, Belval, les éditions Circé, 2022, p. 289-295.
- Walter Benjamin, Le narrateur dans Écrits français, Paris, Gallimard, "Folio Essais", 1991, p. 248-263.
- Martin Heidegger, Hebel, l'Ami de la maison (trad. Julien Hervieu) dans Questions III et IV, Paris, Gallimard, coll. "Tel", 1990, p. 45-64.
- Frédéric Metz, « Suites de Hebel [1, 2,..., 11]. Une circulation », in Revue Incise no 4, septembre 2017, p. 160-169.
- Frédéric Metz, Hebel – Le Levier, Rennes, éd. Pontcerq, 2025,  (ISBN 2-9196-4839-X).

W.G. Sebald, Une comète dans le ciel, Note d’almanach en l’honneur de l’ami rhénan (trad. Patrick Charbonneau) dans Séjours à la campagne, Arles, Actes Sud, 2005, p. 13-42.
Hebel, Kolportage ou Wittgenstein alité, à Vienne en 1925, lit du Hebel à la jeunesse de la maison., éditions Pli, 2025  (ISBN 978-2-9597876-3-8)